# Антропологія
Антрополо́гія (грец. ανθρωπος — людина, λογος — наука) — комплексна наукова дисципліна, що займається вивченням людської поведінки, біології людини, культур, суспільств та лінгвістики, як сучасних, так і стародавніх. Соціальна антропологія вивчає моделі поведінки, в той час як культурна антропологія вивчає культурні норми та цінності. Лінгвістична антропологія вивчає, як мова впливає на соціальне життя. Біологічна або фізична антропологія вивчає біологічний розвиток людини. Як самостійна наука сформувалася в середині XIX століття.
Антропологічні дані мають перевагу перед іншими етногенетичними джерелами — археологічними, етнографічними, лінгвістичними, оскільки мова та культура можуть поширюватися шляхом запозичення у той час як антропологічні ознаки відіграють роль своєрідних «біологічних міток». Ці маркери зберігають свою інформацію, включно віддалені історичні епохи, через консервативність спадкових рис людства.
Антропологічні риси зберігаються більш надійно аніж ознаки культури. Навіть у випадку декількох поколінь метисації можливо виявляти вихідні антропологічні типи, тоді як культура, мова, традиційне господарство, релігія та мистецтво можуть зникнути або кардинально змінюватися протягом життя навіть лише одного покоління.
Археологія, яку ще називають «антропологією минулого», вивчає людську діяльність через дослідження речових доказів. У Північній Америці та Азії вона вважається галуззю антропології, тоді як у Європі археологія розглядається як самостійна дисципліна або згрупована з іншими спорідненими дисциплінами, такими як історія та палеонтологія.
Фахівець, що вивчає антропологію називається антропологом.

## Генеза
Назва антропології з'явилася ще в Давній Греції, але в сучасному розумінні антропологія як наука сформувалась у XIX столітті. Тоді ж до антропології часто відносили психологію, етнографію і археологію. В США й Великій Британії до антропології й тепер відносять етнографію.

## Напрямки та розділи

### Напрямки антропології
Більшість університетів на Заході розділяють антропологію на чотири основних напрямки:
- Біологічна або фізична антропологія — займається розумінням людського тіла, користуючись теоріями еволюції, адаптації, популяційної генетики.
- Соціальна або соціокультурна антропологія — вивчення культурної організації окремих етносів та суспільств (їхніх звичаїв, мови, економічного та політичного ладу, родинних звичаїв, стосунків, розподілу праці, релігії, міфології тощо). Сучасні принципи соціальної антропології закладені Францом Боасом та Броніславом Маліновським на межі XIX та XX століть, і полягають в культурному релятивізмі, міжкультурних порівняннях і наголосі на довгостроковому вивченні суспільства шляхом якомога повної інтеграції в нього.
- Лінгвістична або мовна антропологія — вивчення соціальної комунікації у різних суспільствах шляхом вивчення історії та зміни мов, а також взаємозв'язку мови та культури. Наскільки варіації мови вказують на місце людини в суспільстві? Як мова визначає та віддзеркалює наш світогляд та ментальність?

### Розділи антропології
Основні розділи антропології: морфологія людини та вчення про антропогенез. З середини XX століття посилено розвивається комплекс дисциплін, об'єднаних спільною назвою біологія людини (вивчення фізіологічних, біохімічних і генетичних факторів, що впливають на варіації будови та розвитку людського організму).
Напрями в самій антропології ще далеко не усталені. Здебільшого розрізняють:
- морфологію людини;
- антропогенез;
- етнічна антропологія;

Практично в антропології можна розрізняти два основні напрями:
- соматичну антропологію;
- палеоантропологію.

Соматична антропологія досліджує в першу чергу тіло живих людей, застосовуючи для цього спеціальні антропометричні інструменти та прилади (див. Антропометрія). Описовий метод соматичної антропології полягає у ваговій характеристиці тіла та його частин окремо (голови, носа, очей, губ, грудей), волосяного покриву, кольору шкіри, у визначенні зросту і таке інше. Методами анатомії досліджуються особливості будови внутрішніх органів, методами ембріології — утробний розвиток людини, серологічними методами — склад крові. Соматична антропологія має значення в питаннях визначення реальних показників і співвідношень зросту різних груп населення (для взуттєвої, пошивної та ін. промисловості). Розділ соматичної антропології — криміналістична антропологія — використовує спеціальні методи, зокрема дактилоскопію, для точного встановлення особи та ін.
Палеоантропологія досліджує викопних людей і є основою для розв'язання багатьох питань антропогенезу. Крім краніометрії та остеометрії, палеоантропологія певною мірою використовує методи палеонтології, геології і археології.

## В Україні
Серед українських антропологів, що працювали у дорадянський період, найзмістовнішими були дослідження Хведора Вовка (1847–1918). З радянських антропологів українського походження значні дослідження провели В. Д. Дяченко, А. 3. Носов (Носів) і Л. П. Ніколаєв. В УРСР впродовж 1928—1930 рр. виходив щорічник Кабінету антропології АН УРСР «Антропологія».